# Петровы Буды
Петровы Буды — село в Беловском районе Курской области. Входит в Коммунаровский сельсовет.

## География
Село находится на ручье Долгий, в 69 км к юго-западу от Курска, в 14,5 км севернее районного центра — Белая, в 3 км от центра сельсовета — Коммунар.
Улицы
В селе улицы: Алехинка, Болговка, Бугор, Выгон, Загородневка, Коряженка, Михневка, Советская, Школьная.
Климат
Петровы Буды, как и весь район, расположен в поясе умеренно континентального климата с тёплым летом и относительно тёплой зимой (Dfb в классификации Кёппена).

## Население
| 2002 | 2010 |
| ---- | ---- |
| 234  | ↘135 |

## Инфраструктура
Личное подсобное хозяйство.

## Транспорт
Петровы Буды находится в 3 км от автодороги регионального значения 38К-028 (Обоянь — Суджа), в 4 км от автодороги межмуниципального значения 38Н-010 (Белая — Кривицкие Буды), на автодороге 38Н-517 (38К-028 — Петровы Буды), в 15 км от ближайшей ж/д станции Псёл (линия Льгов I — Подкосылев).